# Rescue Erik Collin
Rescue 14-03 Erik Collin är ett tidigare svenskt räddningsfartyg.
Rescue Erik Collin byggdes 1990 av Swede Ship Marine Composite. Den är drygt 14 meter lång, har ett deplacement på 23 ton och är halvplanande.
Erik Collin levererades till Räddningsstation Rörö, där den tjänstgjorde till 1998. Därefter tillhörde den Räddningsstation Arkösund till omkring 2017, då den utrangerades som räddningsfartyg. År 2019 togs Erik Collin i bruk som flytande stationshus för Räddningsstation Åhus efter att bland annat motorrummet byggts om till förråd.